# 変形労働時間制
変形労働時間制（へんけいろうどうじかんせい）とは、労働基準法に規定された、労働時間の運用を弾力的に行う制度のことである。
- 本項で労働基準法について以下では条数のみを挙げる。

## 概要
1947年（昭和22年）に施行された労働基準法では、1日及び1週当たりの労働時間の上限を定めている（第32条）が、実際の事業場で日や季節によって業務の繁閑が生じるのは避けられない。
施行当初の多くの企業は、4週間を平均して1週あたりの労働時間が上限48時間を超えない定めをしたときは、特定の日又は特定の週において労働時間の上限を超えて労働させることができる4週間単位の変形労働時間制（施行当時の第32条2項）を就業規則に採用していた。
1988年（昭和63年）の改正法施行で労働時間の上限が週48時間から段階的に短縮されることに伴って、4週間単位の変形労働時間制を発展的解消。労働者の生活設計を損なわない程度に配分して、労使の協調により労働時間の短縮を進める新たな各種の変形労働時間制を導入した。
具体的には一定期間（変形期間）を平均し、業務の繁閑に応じて1週間当たりの労働時間が1週間の法定労働時間（現行法では40時間、特例事業の場合は44時間）を超えないのであれば、特定の日に1日の法定労働時間（8時間）を超えたり、特定の週に法定労働時間を超えても法定労働時間内に収まるとして扱う（三六協定の締結・割増賃金の支払いが不要になる）労働時間の弾力化である。
なお、使用者が業務の都合によって任意に労働時間を変更するような制度はこれに該当しない。
変形労働時間制は満18歳未満の者については適用されない（第60条）ほか、派遣労働者を1週間単位変形労働時間制以外の変形労働時間制で労働させるためには、派遣元において就業規則等にその旨を定める必要がある。
またフレックスタイム制を除き、使用者は妊産婦、育児を行う者、老人等の介護を行う者、職業訓練又は教育を受ける者その他特別の配慮を要する者については、これらの者が育児等に必要な時間を確保できるよう配慮しなければならない（規則第12条の6）。

## 規定
労働基準法に規定された変形労働時間制は次のとおりである。

### 1か月単位変形労働時間制
営業時間の長い店舗、時間外労働が常態化する事業場での採用を想定した「4週間単位の変形労働時間制」を引き継ぐもの。
1988年（昭和63年）の改正法施行で変形期間を「4週間」から「1か月」に変更した。
使用者は、ある日の労働時間が8時間を超えた場合は、他の日にその分だけ短くし、週平均が法定労働時間を超えないようにしなければならない。労使協定・就業規則のいずれかによって採用するのは使用者の任意だが（平成11年1月29日基発45号）、労使協定によって採用する場合は、使用者は当該労使協定を所轄の労働基準監督署長に届け出る必要がある。
労使協定又は就業規則その他これに準ずるものに定めておかなければならない事項は以下のとおりである。
1. 変形期間（1か月以内[7]）。
2. 変形期間の起算日
3. 変形期間を平均し、1週間当たりの労働時間が週法定労働時間を超えない旨の定め
  - 変形期間の合計は（1週間の法定労働時間×変形期間の歴日数÷7日）の範囲内とする。
4. 変形期間における各日、各週の労働時間
  - 労働時間を「労働時間は1日8時間とする」と定めるのではなく、始業および終業の時刻を具体的に定め、労働者に周知する[8]。事前に始業・終業の時刻を定めれば、1日単位については特に労働時間の制限はない。
5. 労使協定に定めた場合は、その労使協定（労働協約である場合を除く）の有効期間
  - 不適切な制度を防ぐため、有効期間は3年以内とすることが望ましい（平成11年3月31日基発169号）。
6. 労使協定によって採用する場合は、対象となる労働者の範囲

シフト制の事業場で1か月単位の変形労働時間制を採用する場合は、就業規則において、各シフト勤務の始業時刻と終業時刻、各シフトの組み合わせの考え方、勤務割表の作成手順及びその周知方法等を定め、それにしたがって、各日ごとの勤務割は、変形期間の開始までに具体的に特定することになる（昭和63年3月14日基発150号）。

### フレックスタイム制
1988年（昭和63年）の改正法施行により新設され、2019年（平成31年）4月の働き方改革を推進するための関係法律の整備に関する法律（整備法）施行による改正で要件が改められた。フレックスタイム制は、一定の期間（清算期間）の総労働時間を定めておき、労働者がその範囲内で各日の始業及び終業の時刻を選択して働くことにより、労働者が仕事と生活の調和を図りながら効率的に働くことを可能とし、労働時間を短縮しようとする制度である。整備法においては、子育てや介護、自己啓発など様々な生活上のニーズと仕事との調和を図りつつ、効率的な働き方を一層可能にするため、フレックスタイム制がより利用しやすい制度となるよう、清算期間の上限の延長等の見直しを行ったものである。なお、フレックスタイム制の運用に当たっては、使用者が各日の始業・終業時刻を画一的に特定することは認められないことに留意すること（平成30年9月7日基発0907第1号）。
労使協定には、以下の事項を定めなければならない（施行規則第25条の2）。当該労使協定は、清算期間が1か月を超えるものである場合においては、当該労使協定に有効期間の定めをするとともに、当該労使協定を所轄労働基準監督署長に届出なければならない（第32条の3第4項）。第32条の3第4項の規定に違反した使用者は、30万円以下の罰金に処せられる（第120条）。
1. フレックスタイム制により労働させることができることとされる労働者の範囲
  - フレックスタイム制の対象となる労働者の範囲を特定するものである（昭和63年1月1日基発1号）。
2. 清算期間及びその起算日
  - フレックスタイム制において、労働契約上労働者が労働すべき時間を定める期間を定めるものであり、その長さは、仕事と生活の調和を一層図りやすくするため、平成31年4月の改正法施行により、それまでの「1か月以内」から「3か月以内」に延長された（平成30年9月7日基発0907第1号）。
3. 清算期間における総労働時間
  - フレックスタイム制において、労働契約上労働者が労働すべき時間を定めるものであり、この時間は、清算期間を平均し1週間の労働時間が法定労働時間の範囲内となるような定めをすることを要し、その計算方法は、1か月単位の変形労働時間制の場合と原則として同様である（昭和63年1月1日基発1号）。
  - 平成31年4月の改正法施行により、完全週休2日制の下で働く労働者（1週間の所定労働日数が5日の労働者）についてフレックスタイム制を適用する場合においては、曜日のめぐり次第で、1日8時間相当の労働でも清算期間における法定労働時間の総枠を超え得るという課題を解消するため、完全週休2日制の事業場において、労使協定により、所定労働日数に8時間を乗じた時間数を清算期間における法定労働時間の総枠とすることができるようにした（第32条の3第3項）。この場合において、次の式で計算した時間数を1週間当たりの労働時間の限度とすることができる（平成30年9月7日基発0907第1号）。
    - 8×（清算期間における所定労働日数）÷（清算期間における暦日数）/7

  - 特例事業における法定労働時間の総枠の計算について、清算期間が1か月以内の場合は従来通り週44時間を用いるが、清算期間が1か月を超える場合は特例事業で合っても特例の適用はなく週40時間となる（規則第25条の2）。
4. 標準となる1日の労働時間
  - フレックスタイム制の下において、年次有給休暇を取得した際に支払われる賃金の算定基礎となる労働時間等となる労働時間の長さを定めるものであり、単に時間数を定めれば足りる。なお、フレックスタイム制の下で労働する労働者が年次有給休暇を取得した場合には、当該日に標準となる一日の労働時間労働したものとして取り扱うこととするものである（昭和63年1月1日基発1号）。
5. 労働者が労働しなければならない時間帯（コアタイム）を定める場合には、その時間帯の開始及び終了の時刻
6. 労働者がその選択により労働することができる時間帯（フレキシブルタイム）に制限を設ける場合には、その時間帯の開始及び終了の時刻

実施には労使協定を締結し、就業規則その他これに準ずるものに、始業及び終業の時刻をその労働者の決定に委ねる旨を記載しなければならない。始業時刻または終了時刻の一方についてのみ労働者の決定に委ねるのでは足りない。コアタイム・フレキシブルタイムも第89条でいう「始業及び終業の時刻」に関する事項であるので、それらを設ける場合には、就業規則においても規定すべきものである。なお、フレキシブルタイムが極端に短い場合、コアタイムの開始から終了までの時間と標準となる一日の労働時間がほぼ一致している場合等については、基本的には始業及び終業の時刻を労働者の決定にゆだねたこととはならず、フレックスタイム制の趣旨に合致しない（昭和63年1月1日基発1号）。
清算期間を3か月以内に延長することにより、清算期間内の働き方によっては、各月における労働時間の長短の幅が大きくなることが生じ得る。このため、対象労働者の過重労働を防止する観点から、清算期間が1か月を超える場合には、当該清算期間を1か月ごとに区分した各期間（最後に1か月未満の期間を生じたときには、当該期間）ごとに当該各期間を平均し1週間当たりの労働時間が50時間を超えないこととした。また、フレックスタイム制の場合にも、使用者には各日の労働時間の把握を行う責務があるが、清算期間が1か月を超える場合には、対象労働者が自らの各月の時間外労働時間数を把握しにくくなることが懸念されるため、使用者は、対象労働者の各月の労働時間数の実績を対象労働者に通知等することが望ましい（第32条の3第2項、平成30年9月7日基発0907第1号）。加えて、清算期間が1か月を超える場合であっても、1週平均50時間を超える労働時間について月60時間を超える時間外労働に対して5割以上の率で計算した割増賃金の支払が必要であることや、法定の要件に該当した労働者について労働安全衛生法に基づき医師による面接指導を実施しなければならないことは従前と同様であり、使用者には、長時間労働の抑制に努めることが求められる（平成30年9月7日基発0907第1号）。
フレックスタイム制を採用した場合に法定時間外労働となるのは、以下の1．及び2．に示す労働時間である。なお、完全週休2日制の場合の清算期間における労働時間の限度の特例に留意すること（平成30年9月7日基発0907第1号）。
1. 清算期間が1か月以内の場合
  - 従前のとおり、清算期間における実労働時間数のうち、法定労働時間の総枠を超えた時間が法定時間外労働となるものであること。具体的な計算方法は、次の式によること。
    - （清算期間における実労働時間数）-（週の法定労働時間）×（清算期間における暦日数）/7
2. 清算期間が1か月を超え3か月以内の場合
  - 次の両項を合計した時間が法定時間外労働となるものであること。
    - 清算期間を1か月ごとに区分した各期間（最後に1か月未満の期間を生じたときには、当該期間）における実労働時間のうち、各期間を平均し1週間当たり50時間を超えて労働させた時間。具体的な計算方法は、次の式によること。
      - （清算期間を1か月ごとに区分した期間における実労働時間数）-50×（清算期間を1か月ごとに区分した期間における暦日数）/7

    - 清算期間における総労働時間のうち、当該清算期間の法定労働時間の総枠を超えて労働させた時間（ただし、上項で算定された時間外労働時間を除く。）

清算期間における実際の労働時間が総労働時間として定められた時間より多かった場合、総労働時間として定められた時間分のみ賃金を支払い、超過時間分を次の清算期間に繰越することは、賃金の全額払いの原則（第24条）に違反するので認められない。一方、清算期間における実際の労働時間に不足があった場合、総労働時間として定められた時間分の賃金を支払って不足時間分を次の清算期間に繰越することは、法定労働時間の総枠の範囲内であれば差し支えない（昭和63年1月1日基発1号）。清算期間が1か月を超える場合において、フレックスタイム制により労働させた期間が当該清算期間よりも短い労働者については、当該労働させた期間を平均して1週間当たり40時間を超えて労働させた時間について、第37条の規定の例により、割増賃金を支払わなければならない（第32条の3の2）。
法律や労使協定の定めにより、休憩を一斉に取らせることが必要な場合（第34条）、コアタイム中に休憩時間を定めるようにしなくてはならない。

### 1年単位変形労働時間制
1988年（昭和63年）の改正法施行により「3か月単位の変形労働時間制」として新設され、さらに1993年（平成5年）の法改正により対象期間が「3か月」から「1年」に変更された。年間を通して、季節ごとの繁閑の差が大きい事業場での採用を想定している。採用する場合は、あらかじめ年間を通した業務の繁閑を見込んで、それに合わせて労働時間を配分することから、突発的な場合を除いては恒常的な時間外労働はないことを前提とする（平成6年1月4日基発1号）。
使用者は、労使協定により、以下の事項を定めたときは、その協定で対象期間として定められた期間を平均し1週間当たりの労働時間が40時間を超えない範囲内において、当該協定で定めるところにより、特定された週において40時間（特例事業であっても特例の適用は無く、44時間ではなく40時間となる）又は特定された日において8時間を超えて、労働させることができる（第32条の4）。使用者は、当該労使協定を所轄の労働基準監督署長に届け出なければならない。
労使協定に定めなければならない事項は以下のとおりである。
1. 対象労働者の範囲
2. 対象期間（その期間を平均し1週間当たりの労働時間が40時間を超えない範囲内において労働させる期間をいい、1か月を超え1年以内の期間に限るものとする）及びその起算日
3. 特定期間（対象期間中の特に業務が繁忙な期間をいう）
  - 特定期間においては連続して労働させる日数の制限が緩和されるが、対象期間の相当部分を特定期間とすることは法の趣旨に反し認められない。またいったん協定した特定期間を対象期間の途中で変更することも認められない（平成11年3月31日基発169号）。
  - 特定期間を設定する必要がない場合においても、「特定期間を定めない｣旨定めることが必要である。ただし、特定期間について何ら定めがない協定については、｢特定期間を定めない｣旨定められているものとみなすこととする（平成11年3月31日基発169号）。
4. 対象期間における労働日及び当該労働日ごとの労働時間
  - 対象期間における連続して労働させる日数の限度は6日、特定期間における連続して労働させる日数の限度は1週間に1日の休日が確保できる日数（最大で12日）である。
  - 対象期間を1ヵ月以上の期間ごとに区分する場合、最初の期間における労働日及びその労働日ごとの労働時間を労使協定に定めれば、その後の各期間については総枠（労働日数と総労働時間）を定めておくことで足りる。その後の各期間の労働日及びその労働日ごとの労働時間は総枠の範囲内で確定していく。この場合、各期間の初日の少なくとも30日前に事業場の労働者の過半数で組織する労働組合（ない場合は労働者の過半数代表者）の同意を得て、書面で定めていく。こうすることで、業務の繁閑が予想しづらいために対象期間の中~終盤ほど時間外労働が生じるおそれを回避できる。
5. 当該労使協定（労働協約である場合を除く）の有効期間の定め

1日の労働時間の限度は10時間（タクシー業の隔日勤務者は16時間）、1週間の労働時間の限度は52時間とされる。また、対象期間が3か月を超える場合、
- 対象期間における労働日数は1年当たり280日が限度である。
- 対象期間においてその労働時間が48時間を超える週が連続する場合は3週以下でなければならない。
- 対象期間をその初日から3か月ごとに区分した各期間において、その労働時間が48時間を超える週の初日の数が3以下でなければならない。

対象期間より労働する期間が短い労働者（途中採用、配置転換、退職等）について、当該労働させた期間を平均し1週間当たり40時間を超えて労働させた場合においては、その超えた時間の労働については、第37条の規定の例により割増賃金を支払わなければならない（第32条の4の2）。この割増賃金は37条でいう「割増賃金」には該当しない（1年単位の変形労働時間制を採用した結果として清算したものである）から、使用者はこれを支払わなくても37条違反にはならない（24条の「全額払いの原則」違反に問われることになる）。一方、途中退職者の実際の勤務期間における週平均労働時間が、当該1年単位の変形労働時間制における週平均の所定労働時間を下回った場合、当該下回った時間数に応じて賃金を差し引くこと（過払賃金の清算）は、変形期間の前半に対象期間中の週平均所定労働時間を超える所定外労働時間を特定した月があるような場合には、賃金の過少払いとなり、したがって、このような賃金の計算方法は、法違反を生じる可能性が極めて高いものであり、労働基準法の強行法規としての性格にかんがみれば、違法となる場合が容易に想定される内容を含む労使協定を結ぶことはできない（平成11年3月31日基発169号）。

### 1週間単位変形労働時間制
1988年（昭和63年）の改正法施行により新設された。
使用者は、日ごとの業務に著しい繁閑の差が生ずることが多く、かつ、これを予測した上で就業規則その他これに準ずるものにより各日の労働時間を特定することが困難であると認められる厚生労働省令で定める事業（小売業、旅館、料理店、飲食店。規則第12条の5）であって、常時使用する労働者の数が30人未満のものに従事する労働者について、労使協定を定めたときは、1週間の労働時間が40時間を超えない範囲で1日について10時間まで労働させることができる（第32条の5）。使用者は、当該労使協定を所轄の労働基準監督署長に届け出なければならない。特例事業であっても特例の適用は無い。なお派遣労働者については1週間単位変形労働時間制の適用はない（労働者派遣法第44条）。
使用者は、1週間単位変形労働時間制により労働者を労働させる場合においては、労働させる1週間の各日の労働時間を、当該1週間の開始する前に、当該労働者に書面で通知しなければならない。ただし、通知した後、緊急でやむをえない事由が発生した場合には、変更しようとする日の前日までに書面で労働者に通知することで、あらかじめ通知した労働時間を変更することができる。使用者は、1週間単位変形労働時間制により労働者に労働させる場合において、1週間の各日の労働時間を定めるに当たっては、労働者の意思を尊重するよう努めなければならない（規則第12条の5）。

## 動向
厚生労働省の「令和5年就労条件総合調査」によれば、令和5年1月1日現在、変形労働時間制を採用する企業数の割合は企業規模計で59.3%（令和4年調査では64.0%）である。種類別では、「1年単位の変形労働時間制」を採用している企業数の割合が31.5%（令和4年調査では34.3%）、「1か月単位の変形労働時間制」が24.0%（令和4年調査では26.6%）、「フレックスタイム制」が6.8%（令和4年調査では8.2%）となっている。企業規模別でみると、「1か月単位の変形労働時間制」・「フレックスタイム制」は企業規模が大きいほど採用している企業数割合が多く、「1年単位の変形労働時間制」は企業規模が小さいほど採用している企業数割合が多く、この傾向は平成~令和期を通して一貫している。
大手企業ではファーストリテイリングがユニクロの地域正社員を対象に、変形労働時間制により1日の労働時間を時間から10時間に延長して土日を含む週4日勤務し、平日に3日の休日とする制度を2015年10月から導入した。
公立校教員の働き方改革の一環で、勤務時間を年単位で調整する変形労働時間制の導入を柱とした改正教職員給与特別措置法(給特法)が2019年12月4日に参議院本会議で可決、成立した。繁忙期の勤務時間を延長する代わりに夏休み期間の休日を増やす運用が自治体の判断で可能となるほか、残業の上限を月45時間とする文部科学省指針を法的に位置づける。残業上限時間を守らない学校の教員からの相談を受け付ける窓口設置を促す付帯決議も付けた。文部科学省の公立校教員の勤務実態調査では小学校教員の3割、中学校教員の6割が月45時間の上限を超え、過労死ラインとされる月80時間以上の残業をしているという結果。名古屋大学の内田良准教授は「講習やリポート提出が課される教員免許更新制度や全国学力テストなど、まずは多忙の原因になっている国の業務を減らすべき。」と指摘。

## 判例
JR東日本横浜土木技術センター訴訟（東京地裁平成12年4月27日判決）
1か月単位の変形労働時間制における勤務指定後の労働時間の変更につき、就業規則の変更条項によって変更することは同条に違反しないが、同条が労働者の生活設計への配慮も趣旨としていることに照らせば、変更条項は労働者が予測可能な程度に変更事由を定めることを要し、それを充たさない場合は、使用者の裁量により労働時間を変更することと変わらなくなることから、右変更条項は同条が求める「特定」の要件を欠き、違法・無効となる。
就業規則中の「会社は、業務上の必要がある場合、指定した勤務及び指定した休日を変更する」という規定のみによって変更した勤務割表による労働時間特定の仕方が不十分であるとして、変形労働時間制としての効力を否定した（本件では、変更後の勤務割表に従って労働した労働者に対し、所定時間外労働として割増賃金の支払いを命じた）。